# Robert Gustafsson
Robert Gustafsson (Katrineholm, 20 december 1964) is een Zweeds komiek en acteur. Hij wordt wel de grappigste man van Zweden genoemd.

## Filmografie
- 2018, The Truth will out - hoofdrol van rechercheur Peter Wendell
- 2016, The 101-year-old man who skipped out on the bill and disappeared - hoofdrol van Allan Karlsson
- 2013, De 100-jarige man die uit het raam klom en verdween - hoofdrol van Allan Karlsson
- 2009, Ice Age - Dawn of the Dinosaurs, Zweedse voice-over
- 2006, Ice Age - The Meltdown, Zweedse voice-over
- 2004, Four Shades of Brown
- 2001, Monsters, Inc. - Zweedse voice-over